# Mirosław Kowalczyk (aktor)
Mirosław Kowalczyk (ur. 4 czerwca 1957 w Warszawie, zm. 5 marca 2023 tamże) – polski aktor. Występował głównie na deskach warszawskich teatrów.  

## Życiorys
Urodził się w Warszawie, na Powiślu. Jego matka pracowała w handlu zagranicznym, a ojciec był inżynierem elektronikiem. Ukończył Technikum Elektroniczne. Trafił do kółka teatralnego Marka Jasińskiego, a potem uczestniczył w zajęciach Ogniska Teatralnego dla młodzieży u Haliny i Jana Machulskich, działającego przy Teatrze Ochoty. 
W latach 1979–89 był związany z warszawskim Teatrem Syrena, gdzie występował w takich przedstawieniach, jak Madame Sans-Gene (reż. Jerzy Gruza, 1982), Seks i pieniądze (reż. Witold Filler, 1984) czy Fredro dla dorosłych (znane także jako Piczomira królowa Branlomanii, reż. Zdzisław Leśniak, 1987). 
W 1989 dostał się do eksperymentalnego Studia Aktorskiego przy Teatrze Syrena, prowadzonego przez Witolda Fillera. W 1990 zdał egzamin eksternistyczny dla aktorów dramatu. Pracował potem na różnych scenach warszawskich – w Teatrze Komedia, Teatrze Polskim, Na Wol i Teatrze Narodowym. Współpracował z reżyserami – Jerzym Grzegorzewskim i Kazimierzem Dejmkiem.
W 1981 pojawił się po raz pierwszy na ekranie w Najdłuższej wojnie nowoczesnej Europy, serialu Jerzego Sztwiertni. Grał u Krzysztofa Zanussiego, Andrzeja Trzosa-Rastawieckiego, Andrzeja Konica, Barbary Sass, Władysława Pasikowskiego, Jana Kidawy-Błońskiego i Konrada Niewolskiego. Występował w wielu popularnych tasiemcowych serialach – od W labiryncie po Na sygnale, a także brał udział w licznych reklamach.
Był dwukrotnie żonaty. Miał syna Oskara (ur. 2002) oraz córkę Julię (ur. 1983), pochowany na Cmentarzu Wolskim (kwatera 53-1-5).

## Filmografia
- 1988: Czarodziej z Harlemu
- 1988–1990: W labiryncie − goryl Myszorka
- 1988: Gdzieśkolwiek jest, jeśliś jest... − psychicznie chory
- 1989: Po upadku
- 1990: Armelle − pijak
- 1990: Historia niemoralna
- 1991: Pogranicze w ogniu − porucznik Mirosław Chojnacki
- 1991: Tak tak
- 1992: Wielka wsypa − pokerzysta
- 1993: Pajęczarki − mężczyzna na przyjęciu u Bruna
- 1993: Tajemnica trzynastego wagonu − kelner w wagonie restauracyjnym
- 1995: Ekstradycja (odc. 1)
- 1995: Gracze − członek sztabu wyborczego Wałęsy
- 1996: Dzień wielkiej ryby − kochanek żony „Prezesa”
- 1996: Ekstradycja 2 − mężczyzna w barze (odc. 3)
- 1996: Bezpieczeństwo dziecka − mężczyzna oferujący obejrzenie filmu (segment Zaproszenie)
- 1997–2010: Klan − ochroniarz w Centrum Handlowym „Europa”
- 1998: Matki, żony i kochanki − barman w lokalu u Waldemara
- 1998: U Pana Boga za piecem − policjant
- 2000: Sukces − specjalista zakładający podsłuch w telefonie Madejowej
- 2001: M jak miłość − mężczyzna w lokalu w Lipnicy (odc. 34)
- 2001: Marszałek Piłsudski − dziennikarz pytający o zdrowie Piłsudskiego (odc. 8)
- 2001–2002: Marzenia do spełnienia − inspektor Witold Zubczak
- 2001: Przeprowadzki − gość na raucie w pałacu Dowgiłłów (odc. 8)
- 2002: Break Point
- 2002–2010: Samo życie − właściciel koni maltretowanych przez rolnika Konopczyńskiego
- 2003–2010: Na Wspólnej − tłumacz włoski
- 2004: Oficer − kelner (odc. 4 i 5)
- 2006: Pitbull
- 2006: Job, czyli ostatnia szara komórka − nauczyciel W-F
- 2006: Mrok − Ludwik Żarski (odc. 6)
- 2007: Kryminalni − adwokat Leszczyńskiej (odc. 87)
- 2008: Na dobre i na złe − kolega Mariana (odc. 354)
- 2008–2010: Plebania − lekarz (odc. 1074); właściciel wypożyczalni DVD (odc. 1501, 1502)
- 2009–2011: Barwy szczęścia − Mirek, kolega Zwoleńskiego
- 2010: Daleko od noszy − pacjent (odc. 192)
- 2010: Różyczka − kelner
- 2014: Prawo Agaty − lekarz (odc. 57)
- 2014: Baron24 − klient z punktami (odc. 22)